# Delias bagoe
Delias bagoe is een vlindersoort uit de familie van de Pieridae (witjes), onderfamilie Pierinae.
Delias bagoe werd in 1832 beschreven door Boisduval.